# 鮑爾希爾鎮區 (北達科他州格里格斯縣)
鮑爾希爾鎮區（英語：Ball Hill Township）是位於美國北達科他州格里格斯縣的一個鎮區。

## 地方資料
鮑爾希爾鎮區的面積為94.52平方千米，皆為陸地。根據2020年美國人口普查的數據，當地共有人口54人，而人口密度為每平方千米0.57人。